# Battaglia di Wogastisburg
Secondo la coeva Cronaca di Fredegario, la battaglia di Wogastisburg fu uno scontro armato che si svolse nel 631, tra la confederazione di slavi (Sclav, cognomento Winidi) guidata da Samo e le truppe del Regno franco comandate dal re merovingio Dagoberto I. Gli eserciti franchi avanzarono in territorio slavo in tre gruppi: l'esercito dei Franchi austrasiani, gli Alamanni tributari dei franchi e una compagnia mercenari Longobardi. Gli ultimi due gruppi ottennero un discreto successo, ma la principale forza combattente fu sconfitta nei pressi di un luogo denominato Wogastisburg, a seguito di una battaglia durata tre giorni.

## Localizzazione della battaglia

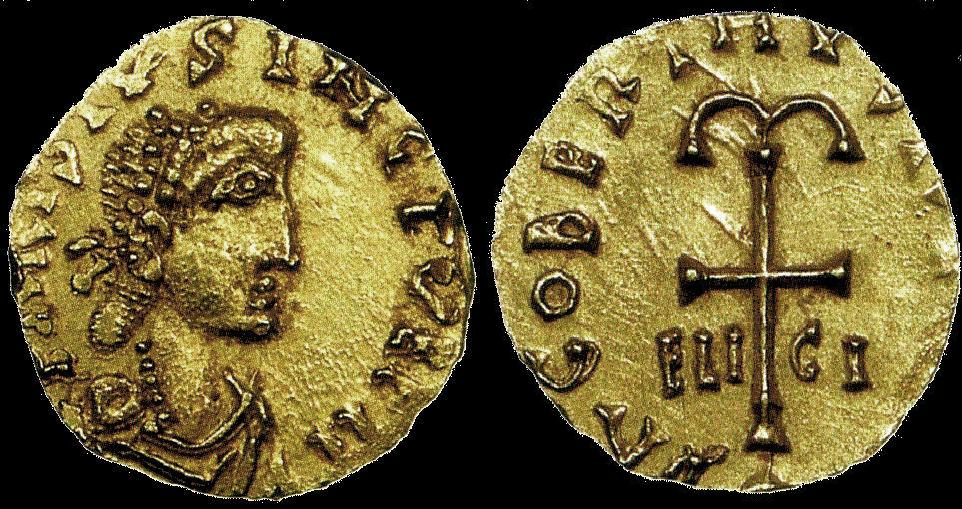
Moneta emessa sotto Dagoberto I

Il luogo della battaglia non può essere localizzato facilmente perché la fonte, la cronaca di Fredegario, non fornisce indicazioni geografiche. Pertanto, di alcuni scavi archeologici e paralleli linguistici, molti luoghi hanno rivendicato il proprio legame con la battaglia.
In Boemia sono degne di nota le colline di Rubín (Podbořany) e di Úhošť (Kadaň), in Slovacchia vi sono Bratislava, Trenčín, Beckov e il fiume Váh, infine in Germania e in Austria rivendicano di essere il sito della battaglia Staffelberg (Bad Staffelstein), Burk (Forchheim), Vienna, Augustianis e diversi altri luoghi lungo il medio Danubio.
In realtà, non ci sono prove conclusive per nessuno di questi luoghi ed è anche possibile che il termine Wogastisburg si riferisse solo a una sorta di accampamento temporaneo, piuttosto che a un insediamento permanente, nel qual caso sarebbe impossibile stabilire un luogo preciso in maniera definitiva.